# Лестер (Њујорк)
Лестер (енгл. Leicester) град је у америчкој савезној држави Њујорк.

## Демографија
По попису из 2010. године број становника је 468, што је 1 (-0,2%) становника мање него 2000. године.
| Група             | 2000.       | 2010.       |
| Белци             | 448 (95,5%) | 454 (97,0%) |
| Афроамериканци    | 2 (0,4%)    | 1 (0,2%)    |
| Азијати           | 0 (0,0%)    | 6 (1,3%)    |
| Хиспаноамериканци | 11 (2,3%)   | 2 (0,4%)    |
| Укупно            | 469         | 468         |